# دیوید پرتس
دیوید پرتس (انگلیسی: David Prats؛ زادهٔ ۳ آوریل ۱۹۷۹) بازیکن فوتبال اهل اسپانیا است.
از باشگاه‌هایی که در آن بازی کرده‌است می‌توان به باشگاه فوتبال بارسلونا اشاره کرد.